# Конституционный суд Республики Абхазия
Конституцио́нный су́д Респу́блики Абха́зия является судебным органом конституционного контроля, самостоятельно и независимо осуществляющим судебную власть посредством конституционного судопроизводства. При осуществлении конституционного судопроизводства Конституционный суд Республики Абхазия подчиняется только Конституции Республики Абхазия.
Полномочия, порядок образования и деятельность Конституционного суда Республики Абхазия определяются Конституцией Республики Абхазия, Конституционным законом Республики Абхазия "О судебной власти" и Кодексом Республики Абхазия "О конституционной юрисдикции", вступившим в законную силу с момента формирования Конституционного суда Республики Абхазия.
Конституционный суд состоит из пяти судей, избираемых на должность Народным Собранием – Парламентом Республики Абхазия по представлению Президента Республики Абхазия.

## История создания
Создание Конституционного суда Республики Абхазия предусмотрено поправками, внесенными в Конституцию Республики Абхазия в 2014 году.
В 2016 году Конституционным законом Республики Абхазия "О судебной власти" был создан Конституционный суд Республики Абхазия.
22 ноября 2016 года на заседании сессии Народного Собрания – Парламента Республики Абхазия депутаты проголосовали за избрание судей Конституционного суда Республики Абхазия. Последующие избрания судей проходили на сессиях Народного Собрания – Парламента Республики Абхазия 18 января и 10 февраля 2017 года.
Конституционный суд Республики Абхазия полностью был сформирован 27 февраля 2018 года.

## Персональный состав судей
- Тания Нурий Арзадинович
- Ходжашвили Людмила Платоновна
- Пантия Раули Константинович
- Пилия Диана Эдуардовна
- Бигуаа Алиса Зурабовна

## Руководство
27 февраля 2018 года по результатам тайного голосования избраны:
Председателем Конституционного суда Республики Абхазия -  Тания Нурий Арзадинович,
заместителем Председателя Конституционного суда Республики Абхазия -  Ходжашвили Людмила Платоновна,
судьей-секретарем Конституционного суда Республики Абхазия -  Пантия Раули Константинович.
01 марта 2021 года по результатам тайного голосования избраны:
Председателем Конституционного суда Республики Абхазия - Ходжашвили Людмила Платоновна,
заместителем Председателя Конституционного суда Республики Абхазия -  Пилия Диана Эдуардовна,
судьей-секретарем Конституционного суда Республики Абхазия -  Пантия Раули Константинович.
01 марта 2024 года по результатам тайного голосования избраны:
Председателем Конституционного суда Республики Абхазия - Пилия Диана Эдуардовна,
заместителем Председателя Конституционного суда Республики Абхазия - Пантия Раули Константинович,
судьей-секретарем Конституционного суда Республики Абхазия -  Ходжашвили Людмила Платоновна.
Руководитель аппарата Конституционного суда Республики Абхазия - Акаба Георгий Нуриевич.